# Golfo da Coreia

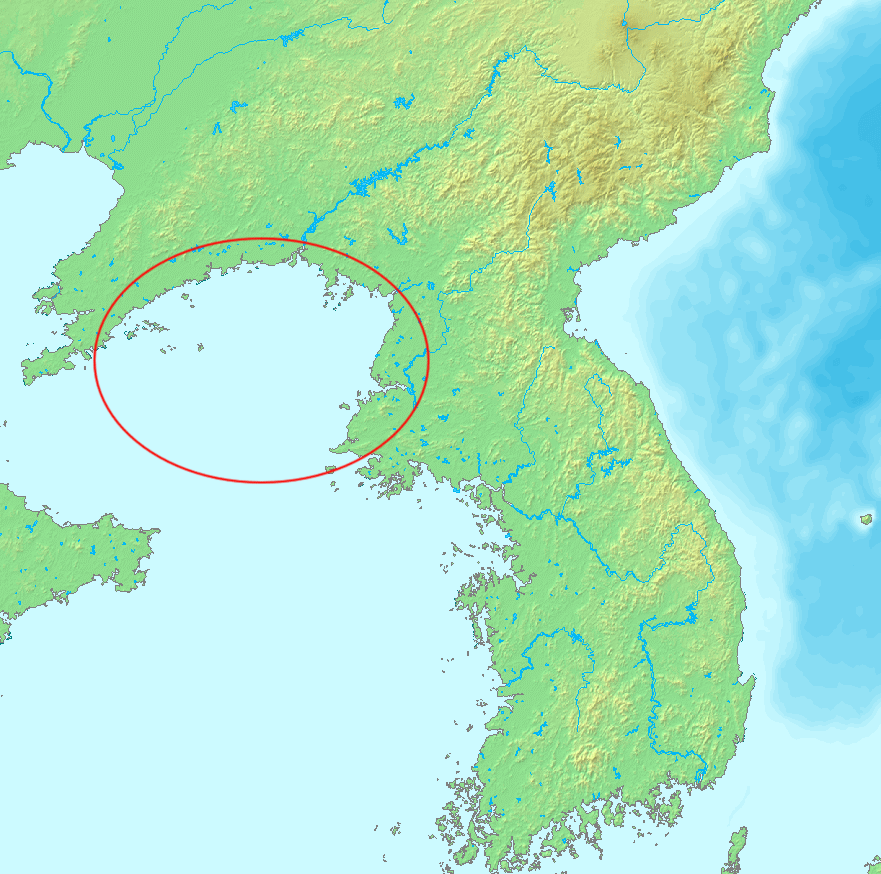
Localização do golfo da Coreia

O golfo da Coreia é um golfo do mar Amarelo que banha a Coreia do Norte e as penínsulas chinesas de Liaodong a noroeste e Shandong a sudeste.